# Edifício da Misericórdia da Praia da Vitória
Edifício da Misericórdia da Praia da Vitória é um edifício histórico português localizado na freguesia de Santa Cruz concelho da Praia da Vitória e faz parte do Inventário do Património Histórico e Religioso da Praia da Vitória e remonta ao Século XV e século XVII.
Apresenta-se como um grande complexo de edificações formado pelo antigo Hospital da Misericórdia e pela Igreja do Senhor Santo Cristo das Misericórdias, sendo que nos quais se destacam o portal de entrada e alguns corpos do hospital, o claustro e a igreja.
O referido portal é formado por uma estrutura que assinala a entrada do hospital e que se destaca do restante conjunto edificado em que se insere pela sua imponência. É formado por uma parte de muro entre duas pilastras ou cunhais. Foi rematado por uma cornija ondulada e com um soco saliente, onde foi inserido um vão rematado em arco abatido sobre impostas.
Este portal foi construído em alvenaria de pedra rebocada e pintada excepto o soco, as pilastras ou cunhais, a cornija e a moldura do vão que são em bela pedra de cantaria à vista. As ombreiras do vão de entrada prolongam-se, ultrapassando o arco abatido, para se unirem à cornija ondulada.
Colocado sobre o arco abatido do portão da entrada existe um relevo em cantaria constituído por o Brasão de armas de Portugal encimado por uma coroa e ladeado por duas volutas que unem duas cartelas onde se lêem as inscrições "ANNO" e "D'1806".
Os corpos da construção que se destacam no hospital são os situados a Nordeste e Sudeste, têm três pisos para o lado exterior correspondendo os dois superiores aos dois andares do claustro tendo a forma de um "L" em que o braço Nordeste está construído no prolongamento da fachada lateral esquerda da igreja e o outro é paralelo à fachada principal da mesma. 
O andar superior corresponde também ao piso superior do claustro e foi acrescentado numa época posterior à construção inicial.
O claustro apresenta uma forma rectangular e é dotado de dois pisos, à excepção da ala Sudeste onde apresenta três pisos. A ala do lado Nordeste é a mais recente das três e é fechada em ambos os pisos.
No andar superior apresenta quatro janelas de vergas curvas e unidas por uma faixa de pedra em sistema semelhante ao das fachadas exteriores dos corpos Nordeste e Sudeste do edifício. As outras alas do claustro apresentam um piso térreo com arcos de volta inteira chanfrados, apoiados em colunas ou candelabro de meias coluna relativamente baixas. Os arcos surgem interrompidos ao centro de cada ala por um arco mais largo e rasgado até ao chão, que aparenta ser mais recente, e é apoiado em pilares com impostas salientes.
O primeiro piso é fechado por três janelas de guilhotina, excepto na ala sudoeste onde o vão do meio é de sacada e tem uma varanda de betão armado com balaustrada. Todo o conjunto é rebocado e caiado excepto as molduras, as faixas, as cornijas, os fustes das colunas e os elementos decorativos dos capitéis que são pintados de cinzento.
A igreja tem uma fachada principal formada por um corpo central rodeado por torres sineiras, sendo que este corpo central tem um remate ondulado limitado por uma cornija que se prolonga horizontalmente abraçando as torres. Ao centro, sobre o topo superior do remate, existe uma cruz.
As torres desta igreja foram rematadas por coruchéus de forma piramidal e octogonal e têm um pináculo sobre cada um dos cunhais. Os vãos dos sinos são rematados por arcos de volta perfeita peraltados, sendo que os restantes vãos da fachada, o corpo central e as torres, são de grandes dimensões e têm elementos decorativos salientes aplicados sobre as vergas. 
Apresenta ainda este edifício, falsas rosáceas existentes em ambas as torres, sob a cornija.
A igreja foi construída em alvenaria de pedra rebocada e caiada a cal de cor branca, com o soco, os cunhais boleados (que o são todos), as molduras e os elementos decorativos, de caris popular pintados de várias cores. A cobertura apresenta-se de duas águas, em telha de aba e canudo, rematada com beiral simples sobre as fachadas laterais.
O interior da igreja actualmente apresenta-se de nave única, sendo que a cabeceira inclui duas capelas em lado a lado, sendo do lado do evangelho a Capela do Santo Cristo e do lado da epístola a Capela do Espírito Santo.
Estas duas capelas comunicam com a nave através de arcos triunfais de volta inteira feitos bela pedra de cantaria. Existe ainda um arco de comunicação entre as capelas também feito em cantaria.
Estas capelas têm também, ao fundo, um retábulo pintado de branco. Na parte posterior de cada capela encontra-se uma divisória acessível por uma abertura existente no lado direito dos respectivos retábulos.
Dos dois lados da nave, junto aos arcos triunfais, existem retábulos de madeira pintada de cor branca e são precedidos de púlpitos.
A sacristia é acessível por uma porta situada na parede lateral do lado da epístola.
Neste conjunto edificado as seguintes inscrições: Inscrição no frontão do portal: "1806". Inscrições em cartelas na fachada da igreja: "1521", "1921" e "1924".